# Hạt bí

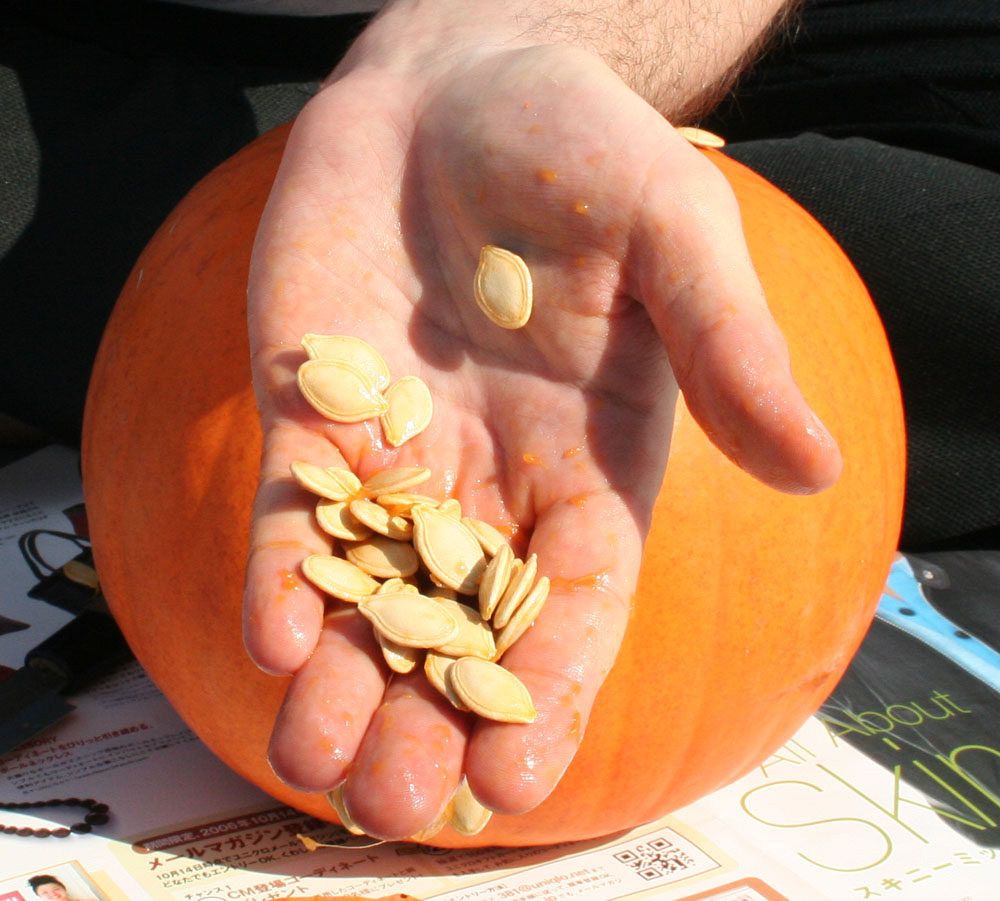
Hạt lấy từ quả bí ngô

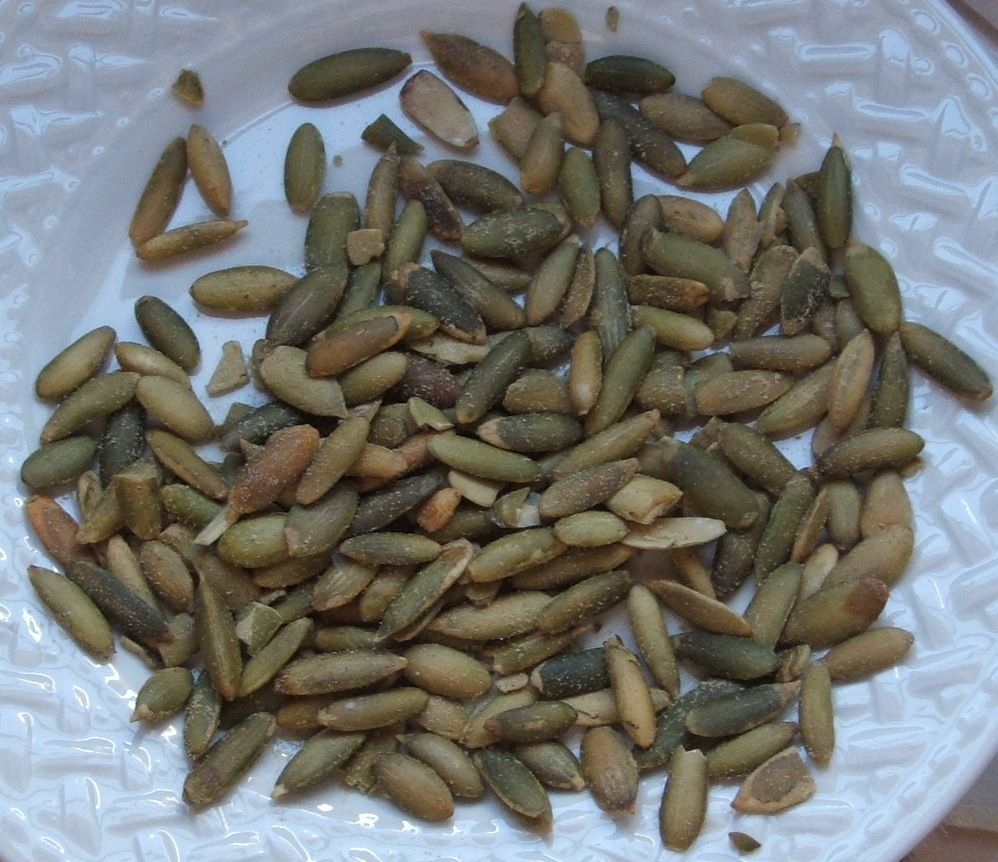
Hạt bí đã bóc vỏ, sấy khô và tẩm muối

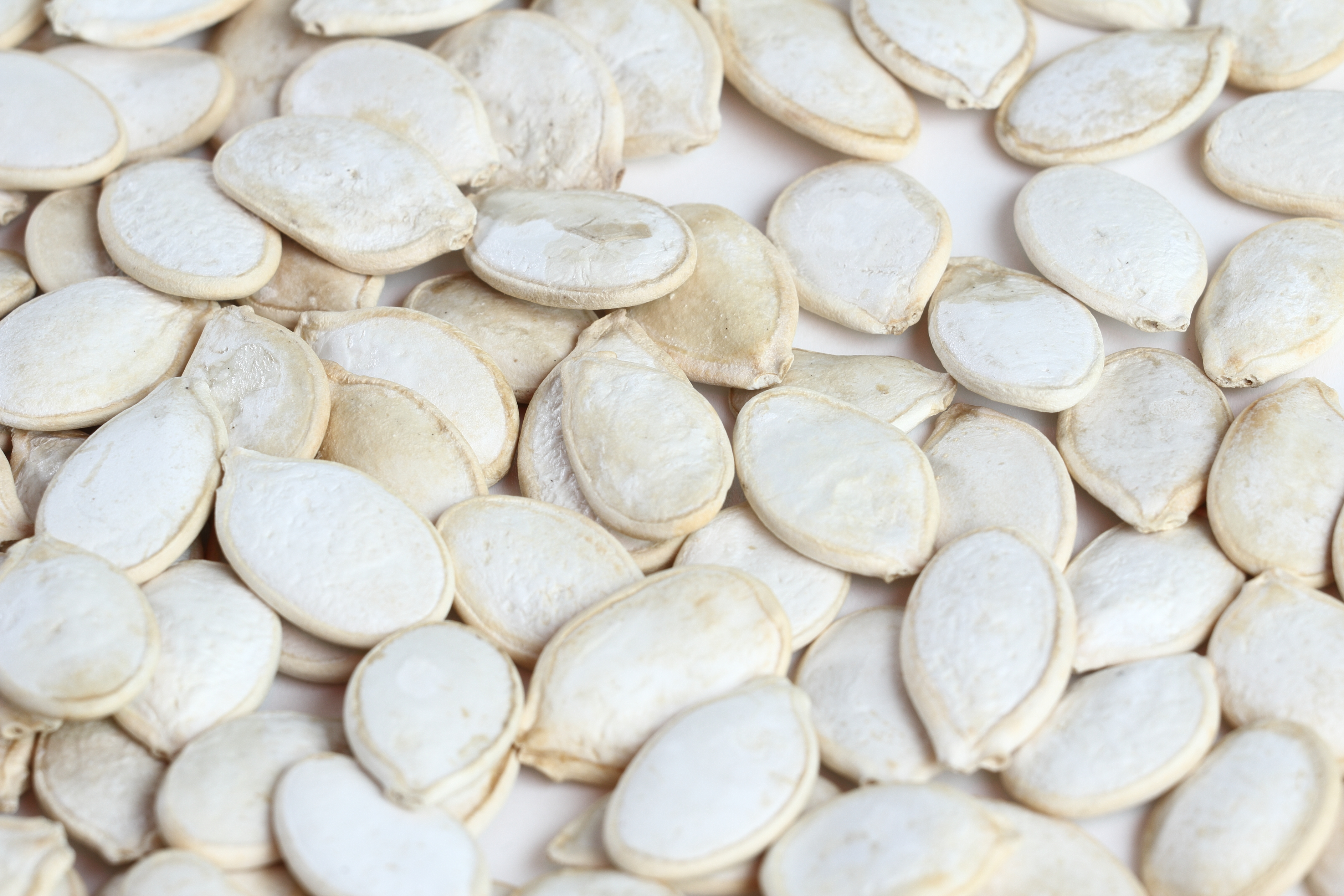
Hạt bí sấy khô

Hạt bí (tiếng Anh: pumpkin seed, hay pepita từ tiếng Tây Ban Nha: pepita de calabaza, nghĩa là "hạt bí nhỏ") là hạt của quả bí ngô hoặc các loài khác trong chi Bí. Hạt này hình oval, có một đầu nhọn hơn, dài khoảng 1 cm. Vỏ ngoài mỏng, màu trắng hoặc vàng ngà, bên trong hạt màu xanh lá thẫm. Hạt bí thường dùng làm đồ ăn vặt.

## Ẩm thực
Trong ẩm thực México, hạt bí để làm nguyên liệu hoặc dùng trực tiếp làm món ăn vặt. Tương tự, ở Mỹ, hạt bí cùng với hạt hướng dương là món ăn đóng gói tiêu thụ theo mùa (mùa thu) phổ biến. Người ta cũng dùng hạt bí để chế biến các loại bánh kẹo như kẹo hạt bí (tương tự kẹo hạt điều hay kẹo lạc), cookies hạt bí,...
Việc gieo trồng các loài trong chi Bí đã xuất hiện từ 8.000 – 10.000 năm trước, sớm hơn trồng ngô và đậu tới 4.000 năm.

## Dinh dưỡng
Hạt bí chứa mangan, magnesi, sắt, đồng, tryptophan, kẽm, phosphor cùng các khoáng chất và vitamin tốt cho cơ thể khác.
Tryptophan có tác dụng chống lại bệnh trầm cảm. Ở trong cơ thể, tryptophan chuyển hóa thành niacin và serotonin là các hormone có ích, giúp chống lại cảm xúc tiêu cực.
Hạt bí cũng chứa nhiều chất chống oxy hóa, nhất là phenolic, làm quá trình suy yếu của tế bào chậm lại, chống ung thư. Các lingnan trong hạt bí bao gồm lariciresinol, medioresinol và pinoresinol có đặc tính kháng khuẩn, chống virus, giảm nguy cơ ung thư vú và tuyến tiền liệt.
Ngoài ra ăn hạt bí có thể cải thiện quá trình điều chỉnh insulin và bảo vệ thận, tốt cho bệnh nhân tiểu đường.